# Buddy Bolden
Charles "Buddy" Bolden (Nueva Orleans; 6 de septiembre de 1877-Jackson; 4 de noviembre de 1931) fue un cornetista de hot, considerado como uno de los padres y fundadores del jazz.

## Su vida
Lo conocían como Buddy Bolden y era un hombre con clásicos rasgos de negro "criollo" de Nueva Orleans, procedente del distrito negro de esta ciudad americana. La vida de Bolden estuvo envuelta en leyendas que lo hicieron aún más fascinante. Con graves problemas de alcoholismo y mentales (era esquizofrénico), mujeriego, de carácter violento y fanfarrón, era un barbero-peluquero que de día cortaba y afeitaba a sus clientes y al anochecer prestaba sus servicios como músico en ceremonias, picnics, bailes y fiestas privadas, o en sitios tan dispares como en entierros o en los vapores del Río Mississipi. Aquellas actuaciones le hicieron conocido como la mejor corneta de toda Nueva Orleans y quien más magistralmente tocaba el blues.
La conducta excéntrica de Bolden, sus problemas con la justicia (fue detenido y encarcelado el día del trabajo de 1906) y su adicción al alcohol le provocaron un agravamiento de su trastorno mental que lo llevó a ser ingresado por su familia durante 1907 en un hospital para enfermos mentales en Jackson (Luisiana) donde permaneció hasta su muerte en 1931. 
La leyenda de Buddy Bolden se incrementa por el hecho de no haber ninguna grabación disponible de su música, pues aunque sí que llegó a realizar grabaciones, ninguna de ellas ha sobrevivido.

## Educación
En el verano de 1883 o 1884, Buddy ya estaba listo para comenzar la escuela. Inició su educación en "Fisk School for Boys" y su futura esposa, Sylvaine, asistía a "Fisk School for Girls". Como parte del currículum para poder ingresar a ese colegio, se requería saber música y era muy común que se presentaran operetas y programas especiales de canto. Sin embargo, no es posible comprobar la participación de Bolden dentro de estos eventos, ya que las grabaciones que se realizaban eran de muy mala calidad y por lo tanto no se conservaron. No se sabe realmente hasta qué grado escolar llegó a cursar pero continuó estudiando hasta 1890.
Una de sus mayores influencias dentro de la música fue la iglesia bautista. Durante las misas solía cantar con felicidad y aplaudir hasta que se dejó llevar por los ritmos espirituales que marcarían gran parte de su vida.

## Su obra
Siendo muy joven tocó en diversas bandas de música entre 1890 y 1893, especialmente en la de Charles Galloway. En un principio se dedicó a la armónica. Sus cualidades como músico le hacen célebre, y es durante esa época cuando forma un conjunto en el que él mismo toca la trompeta; junto a él, Willy Cornish al trombón, Willy Warnes o Frank Lewis al clarinete, Jimmy Johnson al contrabajo y Brock Munford, a la guitarra.
Alrededor del año 1895 formó una nueva banda. En un primer momento lo hizo sin contar con el percusionista Cornelius Tilman: el resultado obtenido con este acontecimiento sería el nacimiento del jazz. 
Su estilo refinado le permitió destacar por su inclusión de rags. No está demostrado que tocara improvisaciones (aunque sus coetáneos lo reputaban como un gran improvisador), aunque sí fue siempre destacado por su blues de gran diversidad de tonos y ritmo extraordinariamente lento.
Joe King Oliver, Freddie Keppard, Bunk Johnson y otros músicos del más temprano Jazz de Nueva Orleans fueron influidos por Buddy Bolden.

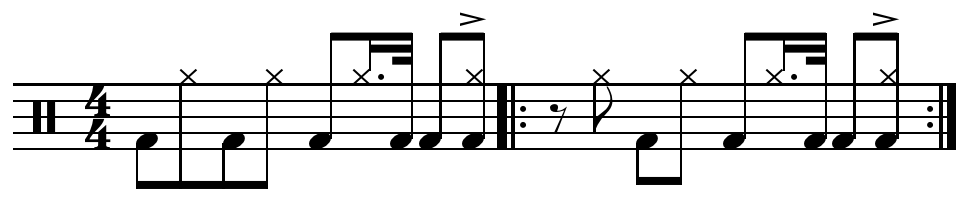
Patrón "big four" del autor.

## Tributos
Uno de los temas más importantes de Bolden es "Funky Butt", que más adelante sería conocida como "Buddy Bolden's Blues", en una versión que realizó como tributo Jelly Roll Morton. 
Sidney Bechet escribió y compuso "Buddy Bolden Stomp" en su honor, así como Duke Ellington hiciera en 1957 con su suite "A Drum is a Woman". El trompeta para este tema sería Clark Terry.

## Internamiento y muerte
Hubo muchas suposiciones acerca de la razón por la que Buddy Bolden fue internado, las cuales fueron hechas por amigos y compañeros músicos. Los únicos datos oficiales existentes son del hospital en Jackson y de un examen inicial del Coronel O'Hara. En esa época, el tratamiento psiquiátrico seguía en proceso de mejoría. Era normal que los doctores tuvieran un contacto mínimo con los pacientes y por lo tanto la atención no era buena. Al ser internado Bolden, su identificación decía: "Hombre de Parish, Orleans; Razón de locura: alcohol". Otras personas llegaron a rumorear que la causa de su decaída se debía a que tenía muchas mujeres y en venganza, le hacían "voodoo" (véase hoodoo y vudú). Sin embargo, la declaración oficial sobre la locura de Buddy Bolden fue el alcohol y este dato se puede argumentar a través de su esposa, Nancy, quién informó que Buddy era capaz de tomar cantidades excesivas de alcohol. Su comportamiento inadecuado comenzó en marzo de 1906, después de haber estado en cama por varios días. Buddy fue categorizado dentro del grupo: maniaco depresivo o esquizofrénico paranoico e ingresado en 1907, permaneciendo en el psiquiátrico hasta su muerte en 1931.